# Kassa–Oderbergi Vasút

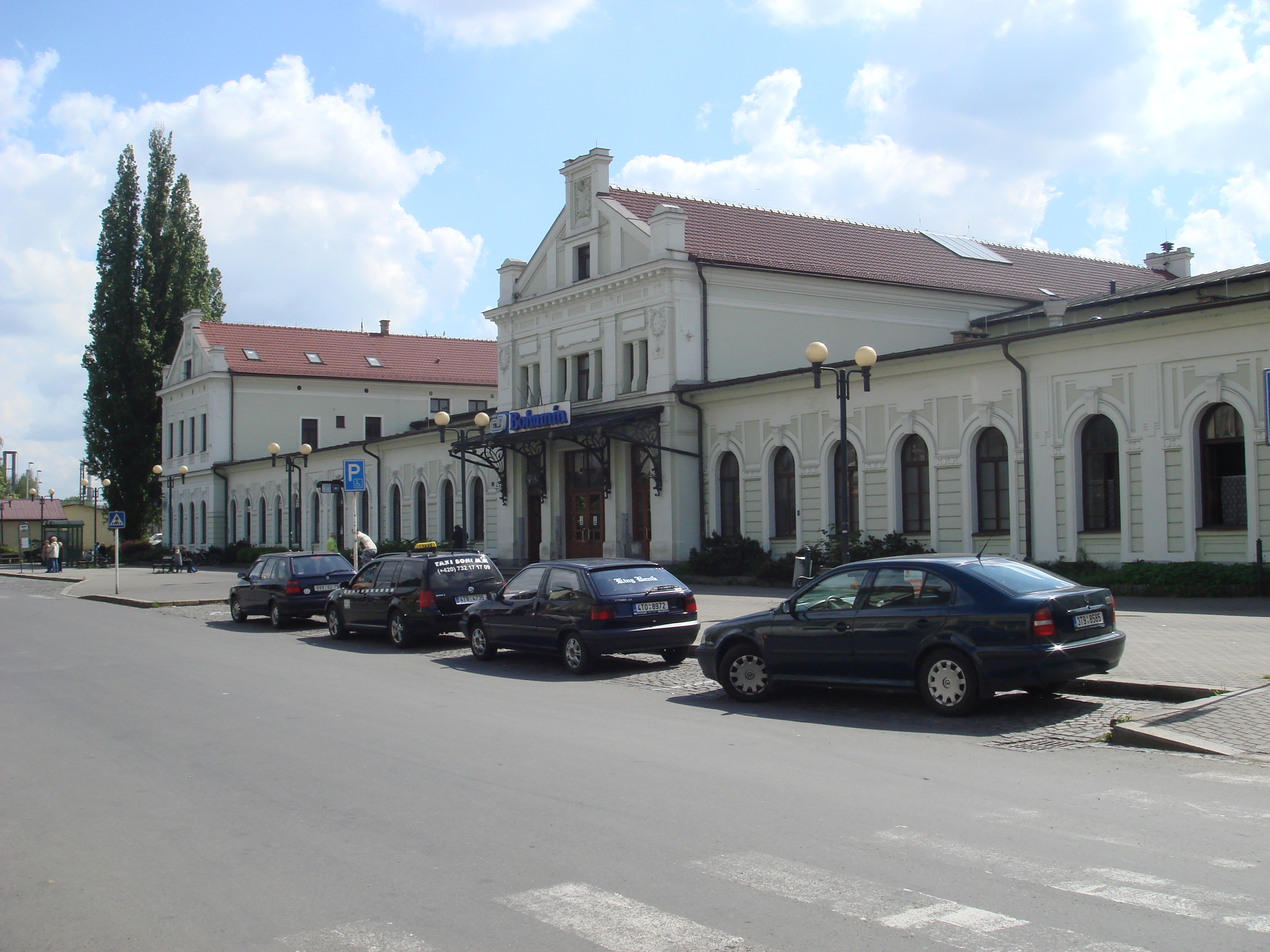
A KsOd oderbergi pályaudvara

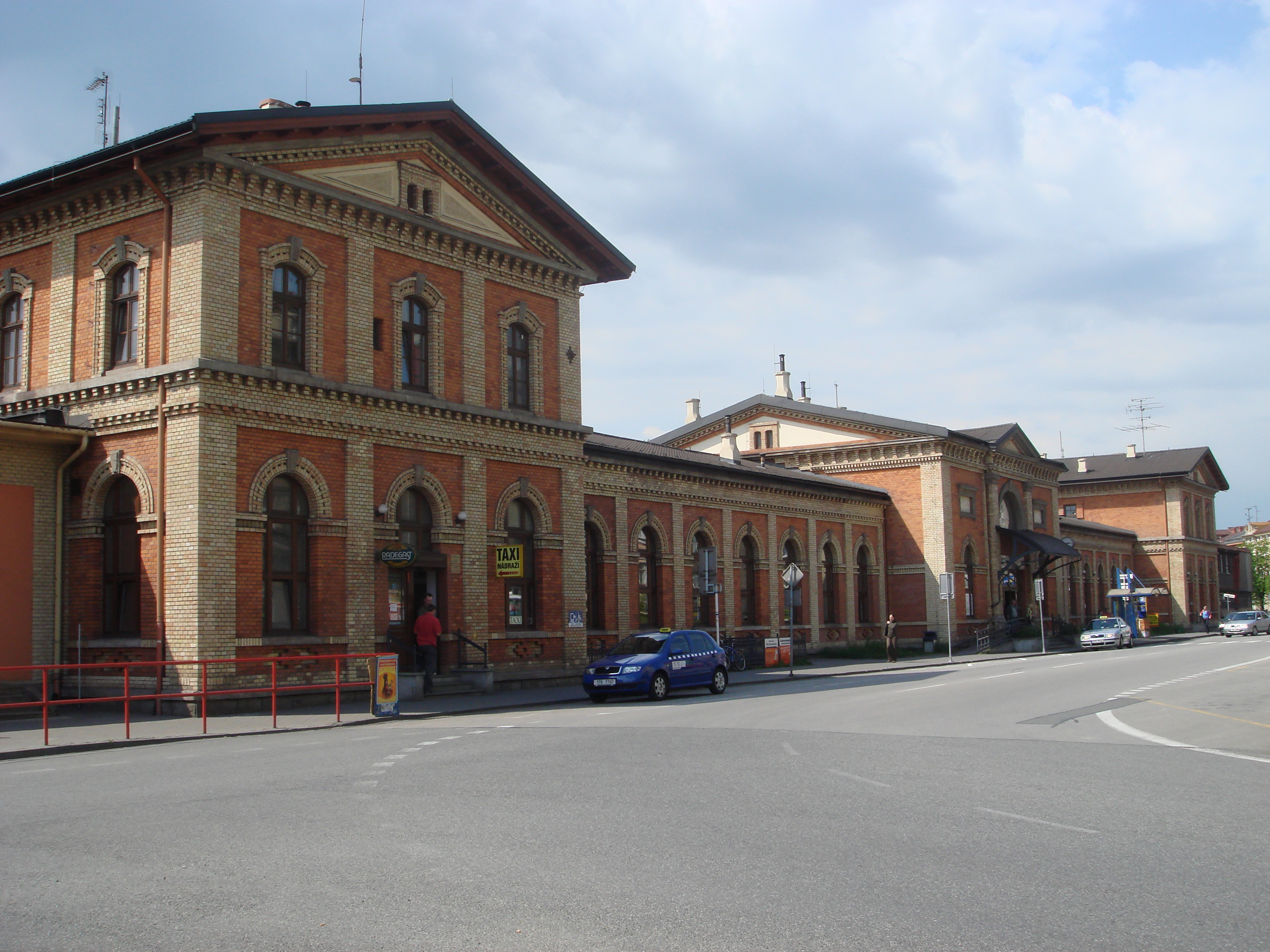
A KsOd tescheni pályaudvara

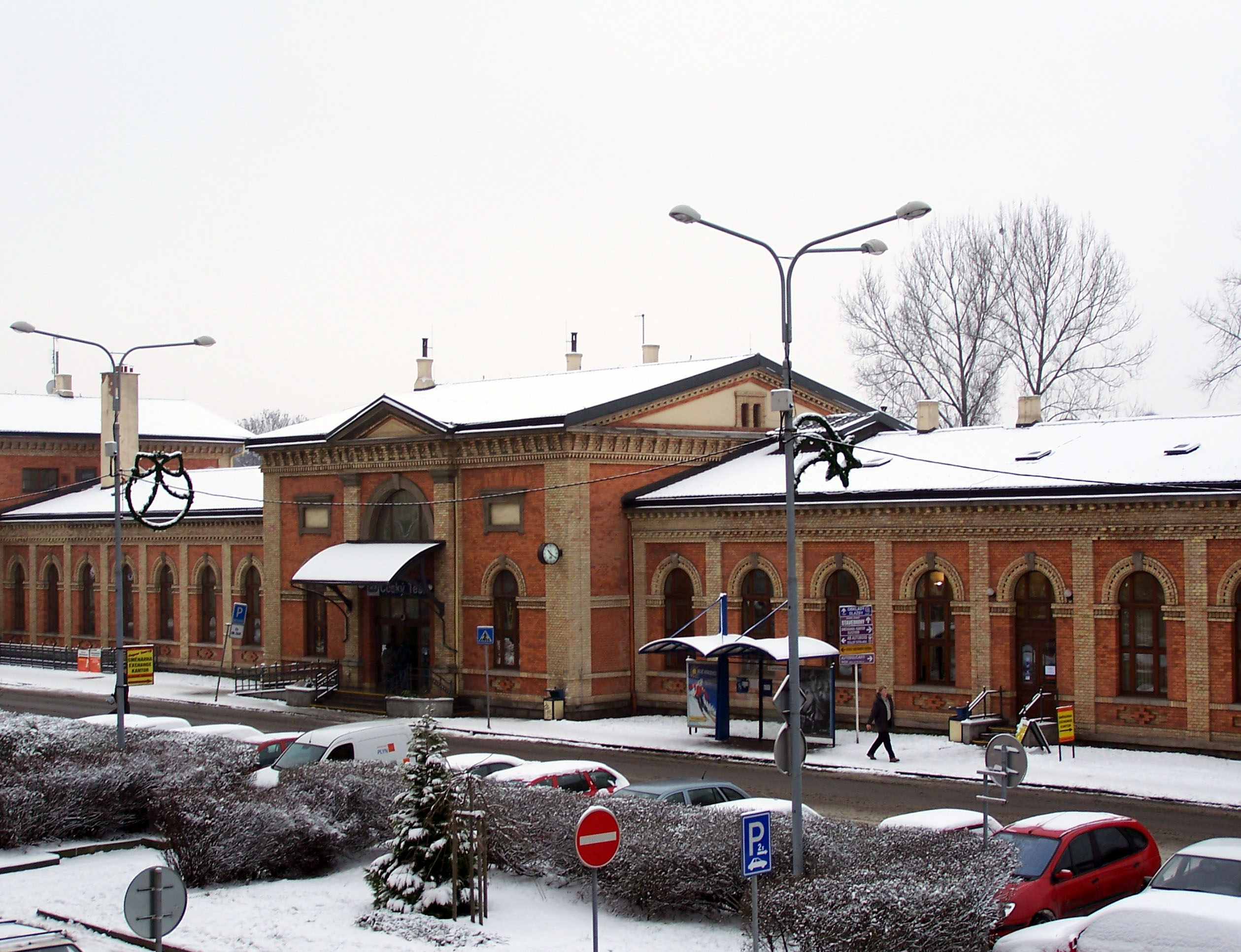
Teschen (Český Těšín) pályaudvara

A cs. és kir. szab. Kassa–oderbergi Vasút (rövidítve: KsOD, németül k. k. privilegierte Kaschau–Oderberger Bahn, csehül Košicko–bohumínská dráha (KBD), szlovákul Košicko–bohumínska železnica) egy magánvasúttársaság volt az Osztrák–Magyar Monarchia területén. A társaság fővonala, egyben névadója a sziléziai ipar- és bányavidéket kötötte össze Kassával.

## Története
A Kassa–Oderbergi Vasút 1866-ban kapta meg a koncessziót, hogy a sziléziai porosz vasúthálózatot a legrövidebb útvonalon kösse össze Magyarországgal. A nehéz nyomvonalú, 362 km hosszú, Oderbergtől (ma: Bohumín) Kassáig húzódó vasútvonal 1869 és 1872 között készült el. A társaság igazgatósága Budapesten, míg üzletvezetőségei a sziléziai Teschenben (az osztrák vonalak részére. Ma: Český Těšín ) és Kassán voltak.
A KsOd másik fővonala 1870-től a Kassát Eperjessel összekötő vonal volt, ahol a szintén magántulajdonú Eperjes–Tarnówi Vasút vonalához csatlakozott. A KsOd 1874. április 18-án egyesült ezzel a társasággal.
A Magas-Tátrában található, 1896-tól szintén a KsOd üzemeltette Csorbatói Fogaskerekű Vasút elsősorban az idegenforgalmat szolgálta.
Egy sor magántulajdonú helyiérdekű vasút üzemvitelét, melyek pályája a KsOd vonalához csatlakozott, szintén átvette a társaság. Ezen kívül az osztrák Államvasút-Társaság, majd a Magyar Királyi Államvasutak (MÁV) tulajdonát képező Csaca–Zwardoń vonal üzemét is a KsOd látta el.
Beöthy László kereskedelmi miniszter 1912. június 22-ei parlamenti beszédében támogatta a Kassa-oderbergi vasútnak Magyarország érdekében való kibővítése, illetve a magyar határig való kettős sínpár kiépítését.
A trianoni békeszerződés nyomán a Kassa–oderbergi Vasút teljes vonalhálózata az újonnan megalakított Csehszlovákia területére került. Mivel az új állam keleti részének eléréséhez a Kassa–Oderberg vonal kulcsfontosságú volt, a KsOd mihamarabbi államosításáról határoztak.
A társaság 1921. február elsején állami kézbe került. A vonalakat és a járműveket a Csehszlovák Államvasutak (ČSD) vette át.

## A társaság vonalai
| A Kassa–oderbergi Vasút vonalai                                | A Kassa–oderbergi Vasút vonalai | A Kassa–oderbergi Vasút vonalai                                                               |
| Vonal                                                          | Átadás éve                      | Megjegyzés                                                                                    |
| -------------------------------------------------------------- | ------------------------------- | --------------------------------------------------------------------------------------------- |
| Oderberg–Teschen –Csaca–Zsolna–Poprádfelka–Igló –Abos (–Kassa) | * 1869 * 1871 * 1872            |                                                                                               |
| Kassa–Abos–Eperjes                                             | * 1870                          |                                                                                               |
| Eperjes–Orló–Tarnów                                            |                                 | Eperjes–Tarnówi Vasúttársaság; 1876-tól a KsOd üzemeltetésében, 1879-ben egyesült a KsOd-val. |
| Csorbatói Fogaskerekű Vasút                                    | *1896                           | fogaskerekű pálya, 1000 mm nyomtáv                                                            |

## Egykor a KsOd kezelésében lévő vonalak
| A Kassa–Oderbergi Vasút által kezelt vonalak       | A Kassa–Oderbergi Vasút által kezelt vonalak | A Kassa–Oderbergi Vasút által kezelt vonalak              |
| Vonal                                              | Átadás éve                                   | Megjegyzés                                                |
| -------------------------------------------------- | -------------------------------------------- | --------------------------------------------------------- |
| Csaca–Zwardoń                                      |                                              | A MÁV vonala                                              |
| Margitfalva–Gölnicbánya                            | *1884                                        | Gölniczvölgyi HÉV                                         |
| Gölnicbánya–Szomolnokhuta                          | *1884                                        | Gölniczvölgyi HÉV 1000 mm nyomtáv                         |
| Poprádfelka–Késmárk                                | *1889/93                                     | Poprádvölgyi HÉV                                          |
| Késmárk–Szepesbéla                                 | *1892                                        | Késmárk–Szepesbélai HÉV                                   |
| Igló–Lőcse                                         | *1893                                        | Lőcsevölgyi HÉV                                           |
| Szepesbéla–Podolin                                 | *1893                                        | Szepesbéla–Podolini HÉV                                   |
| Eperjes–Bártfa                                     | *1893                                        | Eperjes–Bártfai HÉV, 1904-től a KsOd kezelésében          |
| Szepesolaszi–Szepesváralja                         | *1894                                        | Szepesolaszi–Szepesváraljai HÉV                           |
| Poprádfelka–Nagy-Lomnicz (Kakaslomnic)–Tátralomnic | *1895                                        | Tátralomnici HÉV                                          |
| Kralován–Szuchahora                                | *1898/99                                     | Árvavölgyi HÉV                                            |
| Zsolna–Rajec                                       | *1899                                        | Zsolna–Rajeczi HÉV                                        |
| Rózsahegy–Koritnica                                | *1906                                        | Rózsahegy–Korytnicza keskenynyomközű vasút 760 mm nyomtáv |
| Csaca–Trencsénmakó                                 | *1914                                        | Trencsénvármegyei HÉV                                     |

## Mozdonyok
A táblázatok a cs. és kir. szab. Kassa–Oderbergi Vasút mozdonyállományát mutatják a KsOd osztályelölések sorrendjében, továbbá tartalmazzák az államosítás utáni ČSD jelölésüket is.
A KsOd üzemvitele alatt állt helyiérdekű vasutak saját maguk szerezték be mozdonyaikat, melyek később a KsOd állagába kerültek és a KsOd rendszere szerinti jelölést kaptak.
A keskeny nyomtávú mozdonyok nem kaptak KsOd-számot.
| A Kassa–Oderbergi Vasút mozdonyai | A Kassa–Oderbergi Vasút mozdonyai | A Kassa–Oderbergi Vasút mozdonyai | A Kassa–Oderbergi Vasút mozdonyai | A Kassa–Oderbergi Vasút mozdonyai        | A Kassa–Oderbergi Vasút mozdonyai | A Kassa–Oderbergi Vasút mozdonyai | A Kassa–Oderbergi Vasút mozdonyai                   |
| --------------------------------- | --------------------------------- | --------------------------------- | --------------------------------- | ---------------------------------------- | --------------------------------- | --------------------------------- | --------------------------------------------------- |
| Osztály                           | KsOd-psz.                         | Jelleg                            | Darabszám                         | Gyártó                                   | Gyártási év                       | ČSD-psz.                          | Megjegyzés                                          |
| I                                 | 31–40                             | 2´B–n2                            | 10                                | WLF                                      | 1884–1891                         | 253.101–110                       | azonos a DV 17a sorozattal                          |
| Ia                                | 41–45                             | 2´B–n2                            | 5                                 | MÁV Gépgyár                              | 1895–1898                         | 254.401–405                       | azonos a MÁV Ia osztállyal (220 sor.)               |
| Ip                                | 301–318                           | 1'C1'–n4v                         | 18                                | MÁV Gépgyár, WLF, Lf. v. Sigl/Bécsújhely | 1907–1912                         | 354.901–918                       | azonos a kkStB 110 sorozattal                       |
| It                                | 351–355                           | 2'D–h2                            | 5                                 | Mf. d. StEG                              | 1918                              | 455.001–005                       | azonos a DV 570 sorozattal                          |
| IIa                               | 1–2                               | 1B–n2                             | 2                                 | Lf. v. Sigl/Bécsújhely                   | 1869                              | 221.001                           | -                                                   |
| IIb                               | 3–8                               | 1B–n2                             | 6                                 | Lf. v. Sigl/Bécsújhely                   | 1873                              | 232.101                           | azonos a MÁV II osztállyal (238 sor.)               |
| IIIa                              | 101–107                           | C–n2                              | 7                                 | Lf. v. Sigl/Bécsújhely                   | 1868–1869                         | 321.101–107                       | -                                                   |
| IIIb1                             | 108–130                           | C–n2                              | 23                                | Lf. v. Sigl/Bécsújhely                   | 1871                              | 313.301–321                       | -                                                   |
| IIIb2                             | 131–143                           | C–n2                              | 13                                | Lf. v. Sigl/Bécsújhely                   | 1873–1892                         | 313.322–334                       | -                                                   |
| IIIb4                             | 144–166                           | C–n2                              | 23                                | Lf. v. Sigl/Bécsújhely                   | 1873–1892                         | 313.601–623                       | -                                                   |
| IIIb3                             | 201–205                           | C–n2                              | 5                                 | Lf. v. Sigl/Bécsújhely                   | 1873                              | 313.335–339                       | 1879-ben Eperjes-Tarnowi Vasúttól átvéve            |
| IIIe                              | 206–220                           | C–n2                              | 15                                | MÁV Gépgyár                              | 1892–1898                         | 313.201–215                       | azonos a MÁV IIIe osztállyal (326 sor.)             |
| IIIq                              | 251–285                           | C–n2v                             | 35                                | MÁV Gépgyár                              | 1899–1909                         | 334.301–335                       | azonos a MÁV IIIq osztállyal (325 sor.)             |
| IVa                               | 561–569                           | 1'C1'–n2v                         | 13                                | MÁV Gépgyár                              | 1912–1913                         | 320.201–209                       | -                                                   |
| V                                 | 51–56                             | B1–n2t                            | 6                                 | WLF                                      | 1881–1884                         | 210.001–004                       | -                                                   |
| VIm                               | 401–424                           | C'C–n4v                           | 24                                | MÁV Gépgyár, WLF                         | 1912–1914                         | 622.001–024                       | azonos a MÁV 651 sorozattal                         |
| VImb                              | 473–485                           | C'C–n4v                           | 13                                | WLF                                      | 1919                              | 623.004–016                       | Brotan-kazánnal ; közvetlenül a ČSD-nek leszállítva |

| Helyiérdekű mozdonyok | Helyiérdekű mozdonyok | Helyiérdekű mozdonyok | Helyiérdekű mozdonyok | Helyiérdekű mozdonyok | Helyiérdekű mozdonyok | Helyiérdekű mozdonyok | Helyiérdekű mozdonyok                             |
| --------------------- | --------------------- | --------------------- | --------------------- | --------------------- | --------------------- | --------------------- | ------------------------------------------------- |
| Osztály               | KsOd-psz.             | Jelleg                | Darabszám             | Gyártó                | Gyártási év           | ČSD-psz.              | Megjegyzés                                        |
| X                     | 501–502               | B–n2t                 | 2                     | MÁV Gépgyár           | 1884                  | 200.201               | -                                                 |
| XII                   | 521–533               | C–n2t                 | 13                    | MÁV Gépgyár           | 1892–1899             | 310.501–512           | azonos a MÁV XII osztállyal (377 sor.)            |
| XIIa                  | 551–552               | C–n2t                 | 2                     | Krauss/München        | 1882–1884             | 310.601–602           | a MÁV-tól vásárolva; azonos a MÁV XIIa osztállyal |
| XIIb                  | 511–512               | C–n2t                 | 2                     | MÁV Gépgyár           | 1908                  | 310.701–702           | -                                                 |
| XIVa                  | 541                   | D–n2t                 | 1                     | MÁV Gépgyár           | 1909                  | 410.101               | -                                                 |
| TVa                   | 570–571               | 1C1–n2vt              | 2                     | MÁV Gépgyár           | 1914                  | 320.211–212           | azonos a MÁV TVa osztállyal (376 sor.)            |

| Keskeny nyomtávú mozdonyok  | Keskeny nyomtávú mozdonyok | Keskeny nyomtávú mozdonyok | Keskeny nyomtávú mozdonyok | Keskeny nyomtávú mozdonyok | Keskeny nyomtávú mozdonyok | Keskeny nyomtávú mozdonyok | Keskeny nyomtávú mozdonyok | Keskeny nyomtávú mozdonyok |
| --------------------------- | -------------------------- | -------------------------- | -------------------------- | -------------------------- | -------------------------- | -------------------------- | -------------------------- | -------------------------- |
| HÉV                         | Nyomtáv                    | Vasúti psz.                | Jelleg                     | Darabszám                  | Gyártó                     | Gyártási év                | ČSD-psz.                   | Megjegyzés                 |
| Gölnicvölgyi HÉV            | 1000 mm                    | 1–4                        | C–n2t                      | 4                          | Hagans                     | 1884                       | U 36.01–04                 | -                          |
| Csorbatói Fogaskerekű Vasút | 1000 mm                    | 1–2                        | Bz–n2t                     | 2                          | WLF                        | 1898                       | U 29.01–02                 | Fogaskerekű mozdony        |
| Rózsahegy–Korytnicza        | 760 mm                     | 1–3                        | D–n2t                      | 3                          | MÁV Gépgyár                | 1898                       | -                          | -                          |